# یگان شمشون
یگان شمشون (انگلیسی: Samson Unit) یا سمسون یک واحد نیروهای ویژه در ارتش اسرائیل و یکی از شاخه‌های واحد مستعربین بود که به منظور مواجهه با انتفاضه اول فلسطینیان در ۱۹۹۸ میلادی تشکیل شد.این یگان به نام شخصیت پهلوان شمشون نامگذاری شده بود. روش کار این یگان تمرکز بر عملیات‌های نظامی مخفیانه علیه فلسطینیان در نوار غزه بود.
اعلام موجودیت این یگان برای اولین بار در ۲۱ ژوئن ۱۹۹۱ توسط کانال اول تلویزیون اسرائیل صورت گرفت؛ هنگامی که این کانال دربارهٔ یگان شمشون و یگان دودیوان به پخش برنامه پرداخت.
یگان شمشون در سال ۱۹۹۵ پس از امضای پیمان اسلو منحل شد. این یگان یک یگان خواهر به نام دودیوان داشت که در کرانه باختری رود اردن فعالیت می‌کرد.

## کارویژه‌ها
اعتقاد بر این است که نقش یگان شمشون در موارد زیر بوده‌است:
- جمع‌آوری اطلاعات در فضای جنگی به‌طور مداوم، به این معنا که به‌طور مداوم منطقه را شناسایی کرده و برای عملیات پیش رو ایجاد آمادگی می‌کرده‌است. بنا بر گزارش‌ها شمشون اطلاعاتی را برای عملیات واحدهای خود و سایرین جمع‌آوری کرده‌است.
- عملیات ضد تروریسم در نوار غزه، که شامل جنگ روانی و دستگیری مبارزان اصلی فلسطینی بود.
- نفوذ به محافل فعال فلسطینی در نوار غزه و فعالیت در جهت لغو یا انحلال آن.[۱]

## روش‌ها
یگان شمشون برای انجام کارویژه‌هایش از روش‌هایی استفاده می‌کرد که شامل موارد زیر است:
- جعل هویت شخصیت‌های عربی و خبرنگاران و اختلاط با تظاهرات‌کنندگان به منظور دستگیری افراد مشخص و شخصیت‌های بارز و معروف فلسطینی.[۷]
- استفاده از وسایل نقلیه غیرنظامی دارای پلاک‌های ویژه.[۱]
- پوشیدن لباس‌های غیرنظامی محلی و لباس‌های سنتی عربی.[۱]
- نیروهای این یگان ممکن است موهای مصنوعی، عصاهای جعلی و لباس‌های گشاد برای پنهان‌کردن سلاح‌هایشان داشته باشند.[۱]

## پس ازانتفاضه اقصی
یگان شمشون که به دنبال امضای پیمان اسلو منحل شده بود، پس از تشکیل حکومت خودگردان فلسطین در سال ۱۹۹۵ و شروع انتفاضه اقصی دوباره بازسازی شد. اما این بار به‌طور اختصاصی در زمینه فعالیت میدانی ویژه مثل نفوذ به روستاها برای ربودن افراد تحت تعقیب، محافظت از کاروان‌های شهرک نشینانی که شبانه میان شهرک‌ها و اسرائیل در حرکت بودند و نیز شرکت در عملیات پاکسازی اقدام به فعالیت نمود.